# Tlajomulco de Zúñiga (kommun)
Tlajomulco de Zúñiga är en kommun i Mexiko.   Den ligger i delstaten Jalisco, i den centrala delen av landet, 500 km väster om huvudstaden Mexico City.
Följande samhällen finns i Tlajomulco de Zúñiga:
- Hacienda Santa Fe
- Lomas del Sur
- Tlajomulco de Zúñiga
- San Sebastián el Grande
- San Agustín
- Santa Cruz del Valle
- Real del Valle
- La Tijera
- Lomas de San Agustín
- Santa Cruz de las Flores
- Villas de la Hacienda Fraccionamiento
- Valle Dorado Inn
- La Alameda
- Rancho Alegre Fraccionamiento
- Colinas del Roble
- Galaxia la Noria
- San Miguel Cuyutlán
- Cajititlán
- Palomar
- Hacienda los Fresnos
- Jardines de San Sebastián
- San Lucas Evangelista
- La Roca
- Cima del Sol
- Cuexcomatitlán
- Altus Bosques
- Jardines del Edén
- Santa Cruz de la Loma
- Paseos del Valle Fraccionamiento
- El Cortijo
- El Refugio
- Lomas de Santa Anita
- La Arbolada Plus
- Sendero Real
- La Fortuna Fraccionamiento
- Balcones de la Calera
- Bosque Real Fraccionamiento
- Colonia los Sauces
- San Antonio Fraccionamiento
- Tierra de la Esperanza
- Potrero Zapote del Valle
- Los Ranchitos
- Villa las Flores
- El Manantial
- Rancho las Moras
- Tres Gallos
- Las Asturias Fraccionamiento
- La Teja
- El Tecolote
- El Puerto
- Las Varitas